# کبک ۳۵۱۶۵
سیارک ۳۵۱۶۵ (به انگلیسی: 35165 Quebec، نامگذاری:1993QF1) سی و پنج هزار و صد و شصت و پنجمین سیارک کشف شده‌است که در ۱۶ اوت ۱۹۹۳ کشف شد.